# 흥겨운 한마당
《흥겨운 한마당》은 KBS 클래식FM에서 1985년 11월 4일부터 2018년 5월 27일까지 방송된 정통 국악 전문 프로그램이다. 2018년 5월 27일 자로 33년 만에 종영되었다.

## 진행자
- 윤중강 음악평론가 (남)